# 沈士远

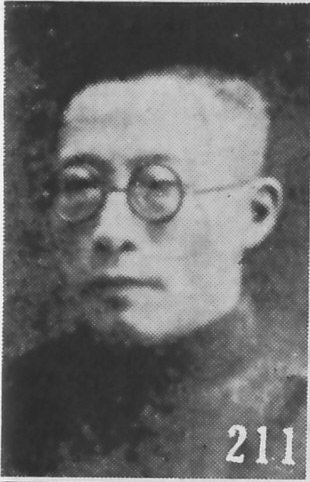

沈士远（1881年—1955年6月10日），浙江吳興（今湖州）人，生於陕西省汉阴县，中国近代历史学家、文学家。与弟沈尹默、沈兼士共称“北大三沈”。

## 生平
1881年，沈士远出生于陕西省汉阴县城。曾任北京大学预科乙部教授、庶务部主任、校评议会评议员，当时与其弟沈尹默、沈兼士共称“北大三沈”，在教授国语古文时，他用两个学期字斟句酌地讲完《庄子·天下篇》，被称为“沈天下”。随后他改任北京高等师范学校、燕京大学教授。五四运动中，曾任“北京国立专门以上各校教职员联席会议”书记，带领学生游行请愿，争取教职员生存权利。6月3日，千余人到国务院请愿时遭到警察殴打，沈士远头破额裂。1927年4月，曾和周作人一同保护李大钊之子李葆华到家中避险，并借负责孔德学校，将李葆华改名以留学生身份转移日本。
1930年，担任浙江省长张静江省秘书长。1933年，因熊式辉邀请，出任湖北省政府委员兼教育厅长。同年改任、河北省政府委员兼教育厅长。1937年，担任中華民國考試院考選委員會副委員長。1948年，兼任中华民国政府考试院考选部次长。第二次国共内战后期时，他坚持留居大陆南京。中华人民共和国成立后，担任故宫博物院文献馆主任，不久去世。

## 纪念
2003年12月12日，陕西汉阴县政府筹建“三沈纪念馆”，位于汉阴县城新街。2004年9月25日主体展馆竣工并正式对外开放。2007年，沈士远、沈尹默、沈兼士石雕像在安康学院落成。